# Alexandre Melo
Alexandre Melo, nascido em Lisboa, é um crítico de arte, curador, ensaista, cineasta e professor português. Assessor Cultural do Primeiro Ministro de Portugal José Sócrates de 2005 até ao final do mandato do mesmo. Curador da Ellipse Foundation.

## Biografia
Licenciado em Economia, doutorado em Sociologia e professor de Sociologia da Arte e Cultura Contemporânea na ISCTE, escreve, desde a década de 80, para as principais publicações portuguesas, entre elas o Jornal de Letras, o semanário Expresso ou o Público, e internacionais, como o El País, e é também colaborador regular de revistas internacionais de arte contemporânea como a Flash Art, Artforum e Parkett. Foi autor do programa de rádio «Os Dias da Arte».
Comissário da representação portuguesa na Bienal de Veneza 1997, com Julião Sarmento e na Bienal de São Paulo 2004, com Rui Chafes e Vera Mantero.
Curador das colecções do Banco Privado (em depósito no Museu de Serralves) e da Ellipse Foundation.
Colaborador na escrita do argumento de O Fantasma de João Pedro Rodrigues, co-realizador de Fratelli de Gabriel Abrantes, argumentista e autor dos textos dos documentários Colecção Geração 25 de Abril.

## Algumas Exposições
- «10 Contemporâneos», Fundação Serralves;
- «Eduardo Batarda», Fundação Calouste Gulbenkian;
- «Julião Sarmento», Bienal de Veneza, 1997;
- «Rui Chafes e Vera Mantero», Bienal de São Paulo, 2004;
- «Arte Pop C.ª», Museu Berardo;

## Livros editados
- Velocidades Contemporâneas
- Julião Sarmento,
- Artes Plásticas em Portugal,
- Arte e Mercado em Portugal
- 1994 - O que é Arte (reeditado em 2001)
- 2002 - Globalização Cultural
- Aventuras no Mundo da Arte
- Arte e Artistas em Portugal

## Ligações Externas
- Página de Alexandre Melo no IMDb
- Página oficial da Ellipse Foundation, curador Alexandre Melo
- Alexandre Melo na Artforum
- Alexandre Melo em Guest of a Guest
- Biografia de Alexandre Melo na página da Quimera Editores
- Bibliografia de Alexandre Melo na Bulhosa[ligação inativa]
- Alexandre Melo no Blog Cinema Imagem Movimento